# Material Design

Основные компоненты Material Design

Material Design (рус. Материальный дизайн) — дизайн-система для создания интерфейсов программного обеспечения и приложений, разработанная компанией Google. Впервые представлен на конференции Google I/O 25 июня 2014 года. Стиль расширяет идею «карточек», появившуюся в Google Now, более широким применением строгих макетов, вариантов анимации переходов, отступов и эффектов глубины (света и тени). По идее графических дизайнеров Google, у приложений не должно быть острых углов, карточки должны переключаться между собой плавно и практически незаметно.

## История

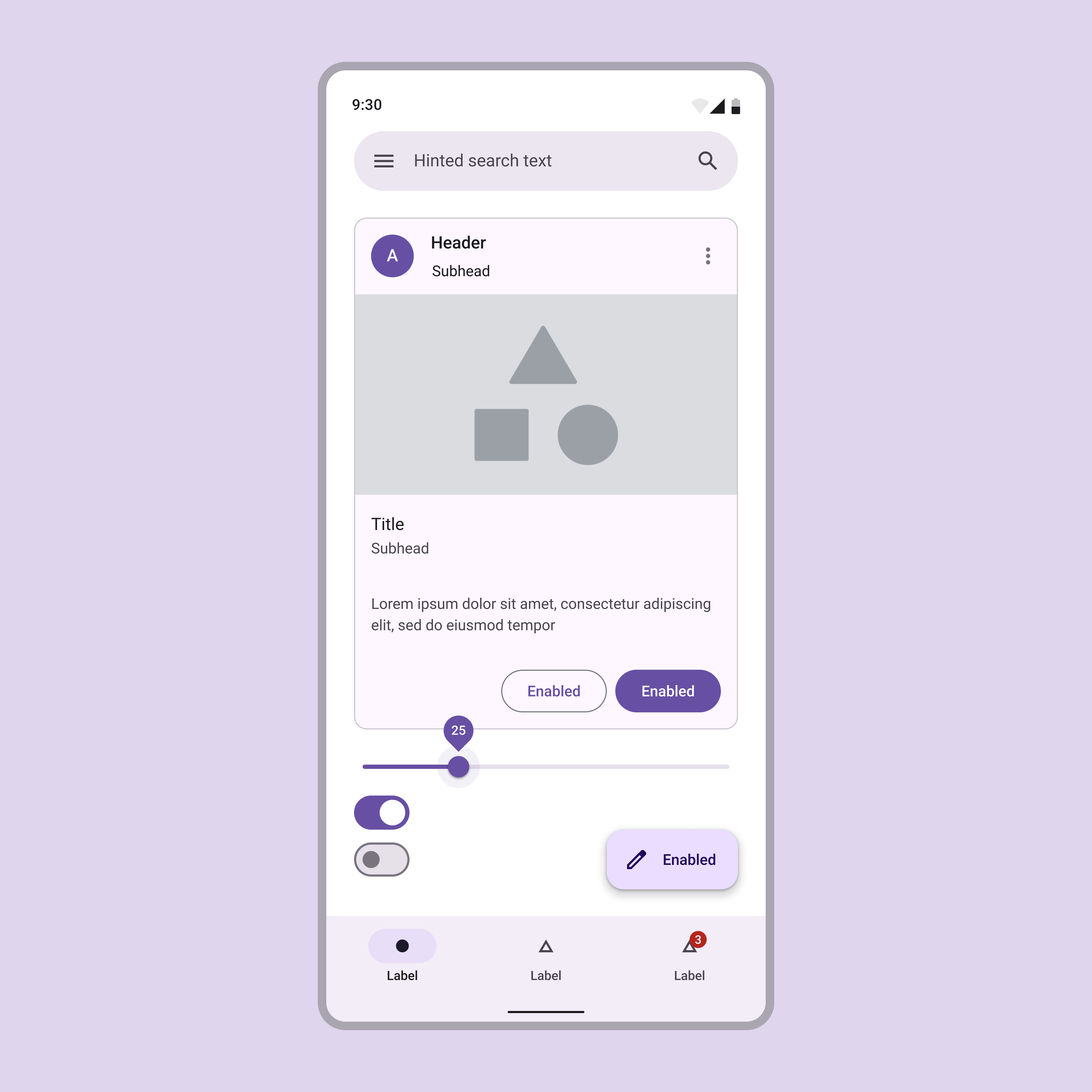
Пример Material You

Material Design, анонсированный в 2014 году, использовался в операционных системах Android с версии Lollipop и до Android 11.

### Material Theme (Material Design 2)
В 2018 году Google улучшила приложения, внедрив собственные темы Material Theme (Material Design 2). Он подчеркивает пустое пространство, закругленные углы, красочные значки, нижние панели навигации и использует специальную оптимизированную по размеру версию фирменного шрифта Google Product Sans под названием Google Sans.

### Material You (Material Design 3)
В мае 2021 года, вместе с Android 12, Google представила новый интерфейс «Material You» (он же «Material Design 3»). Особое внимание уделяется усиленной анимации[прояснить], более крупным кнопкам и возможности настраиваемого пользовательского интерфейса. Темы, которые будут созданы из обоев пользователя. В последующие месяцы «Material You» постепенно внедрялся в различные приложения Google на старых версиях Android, и ему было уделено основное внимание в серии смартфонов Pixel 6 и Pixel 6 Pro.

### M3 Expressive (Material Design 3 Expressive)
В мае 2025 года появилось доработка Material You. Она включает в себя обновление элементов и новые функции:
- Панель приложений (App bars)
- Панель навигации (Navigation bar)
- Боковая панель навигации (Navigation rail) разной ширины — позволяет пользователю переключаться между видами пользовательского интерфейса на устройствах среднего размера.
- «Карусель» (Carousel) — показывает коллекцию элементов, которые можно прокручивать на экране и за его пределами
- Кнопки общего назначения (Common buttons)
- Иконки кнопок (Icon buttons)
- Плавающие кнопки (floating action button, FAB)
- Extended FAB
- FAB menu (new)
- Индикаторы прогресса (Progress indicators)
- Button groups (new)
- Индикаторы загрузки (Loading indicator) (new)
- Скленные кнопки (Split button) (new)
- Панель инструментов (Toolbars) (new)

## Методические рекомендации
Методические рекомендации по исполнению и внедрению Material Design были опубликованы Google на официальном сайте проекта в разделе «Guidelines». Раздел включает в себя рекомендации по использованию цветов, шрифтов, кнопок, иконок, анимаций, переходов и других элементов приложений и сайтов. Помимо этого, платформа предоставляет собственный инструмент для внедрения Material Design — плагин Material Theme Editor для Sketch.

## Polymer Paper
Каноническое исполнение Material Design для веб-приложений называется Polymer Paper Elements. Оно содержит библиотеку Polymer, прослойку с API к веб-компонентам для браузеров, не поддерживающих стандарт Polymer, а также коллекцию Paper Elements.